# ウェア郡 (ジョージア州)
ウェア郡（英: Ware County）は、アメリカ合衆国ジョージア州の南部に位置する郡である。人口は3万6251人（2020年）。郡庁所在地はウェイクロス市であり、同郡で人口最大の都市である。
ウェア郡は陸地面積で州内最大の郡である。郡庁所在地のウェイクロス市のことを「ミシシッピ川より東で、最大の州の最大の郡の最大の都市」という地元の言い方もある。ウェア郡はウェイクロス小都市圏に属している。

## 歴史

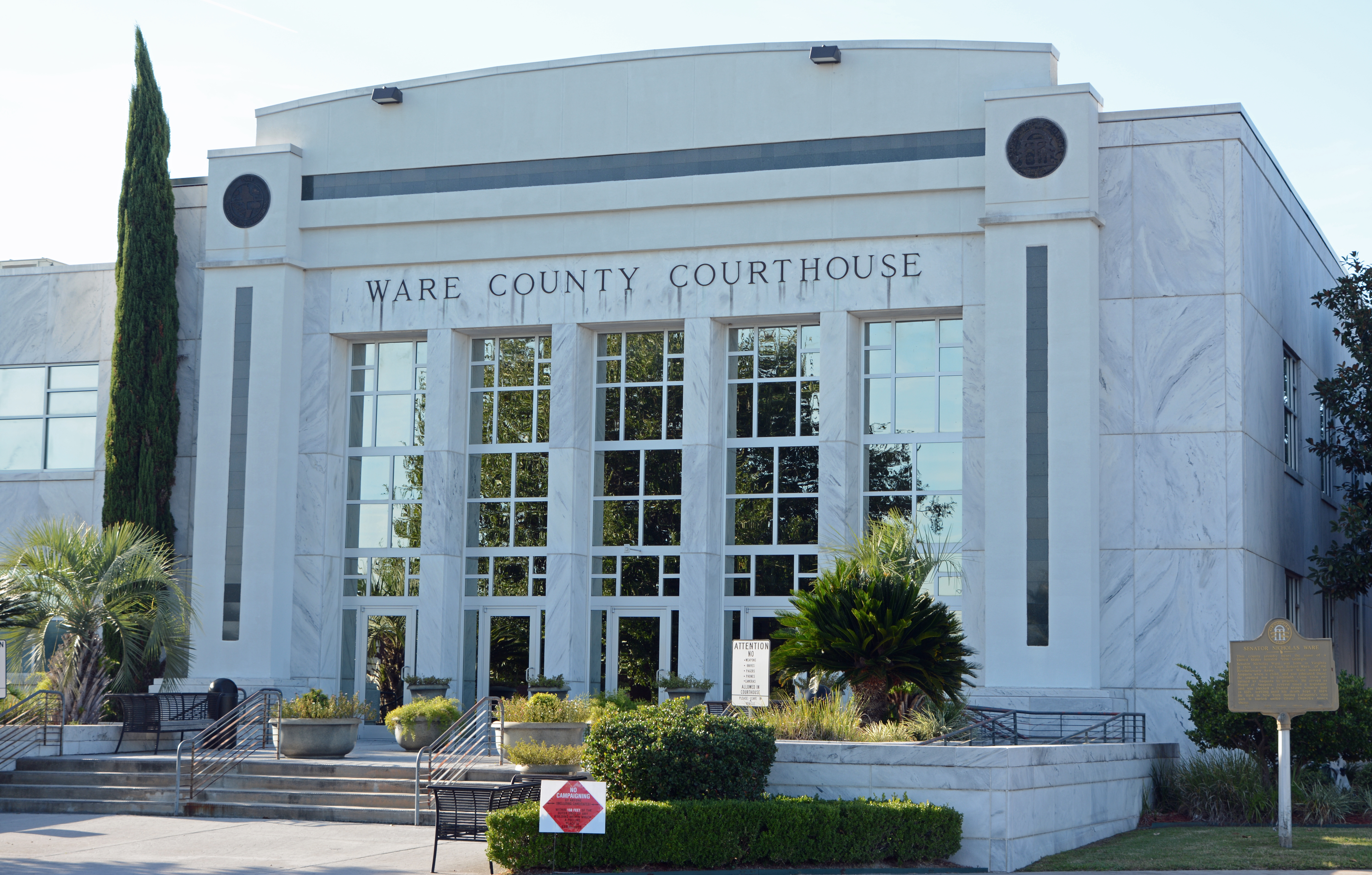
郡裁判所

ウェア郡は1824年12月15日に、ジョージア州議会の法により、アップリング郡から分離し、州内60番目の郡として設立された。
郡名はオーガスタ市市長（1819年-1821年）、ジョージア州選出アメリカ合衆国上院議員（1821年-1824年）を務めたニコラス・ウェアに因んで名付けられた。ウェアは在職中、ウェア郡が設立された年に死亡した。
郡域から下記の郡が分離設立された。
- ベーコン郡、1917年設立、アップリング、ピアース、ウェア各郡から一部を合わせた
- チャールトン郡、カムデン郡とウェア郡から一部を合わせた
- クリンチ郡、1850年設立、ラウンズ郡とウェア郡から一部を合わせた
- コフィー郡、1854年設立、クリンチ郡、アーウィン、テルフェア、ウェア各郡から一部を合わせた
- ピアース、1857年設立、アップリング郡とウェア郡から一部を合わせた

## 地理
アメリカ合衆国国勢調査局に拠れば、郡域全面積は903平方マイル (2,339 km2)であり、このうち陸地597平方マイル (1,546 km2)、水域は306平方マイル (793 km2)で水域率は33.89%である。郡域の大きな部分がオキフェノキー湿地と連邦政府が保護する地域に入っている。

### 主要高規格道路

#### アメリカ国道
- アメリカ国道1号線
- アメリカ国道1号線産業道路
- アメリカ国道23号線
- アメリカ国道23号線産業道路
- アメリカ国道82号線
- アメリカ国道84号線

#### ジョージア州道
- ジョージア州道4号線
- ジョージア州道85号線
- ジョージア州道38号線
- ジョージア州道122号線
- ジョージア州道4号線産業道路
- ジョージア州道158号線
- ジョージア州道177号線
- ジョージア州道520号線

### 隣接する郡
- ベーコン郡 - 北
- ピアース郡 - 東
- ブラントリー郡 - 東
- チャールトン郡 - 南東
- ベイカー郡 (フロリダ州) - 南
- クリンチ郡 - 西
- アトキンソン郡 - 西
- コフィー郡 - 北西

### 国立保護地域
- オキフェノキー国立野生生物保護区（部分）

## 人口動態
以下は2000年国勢調査による人口統計データである。
| 基礎データ - 人口: 35,483人 - 世帯数: 13,475 世帯 - 家族数: 9,297 家族 - 人口密度: 15人/km2（39人/mi2） - 住居数: 15,831軒 - 住居密度: 7軒/km2（18軒/mi2） 人種別人口構成 - 白人: 69.95% - アフリカン・アメリカン: 28.01% - ネイティブ・アメリカン: 0.18% - アジア人: 0.48% - 太平洋諸島系: 0.03% - その他の人種: 0.99% - 混血: 0.66% - ヒスパニック・ラテン系: 1.94% 先祖による構成 - イギリス系：46.13% - アフリカ系：28.01% - スコットランド・アイルランド系：12.29% - スコットランド系：4.3% - アイルランド系：2.21% - ウェールズ系：1.9% 年齢別人口構成 - 18歳未満: 24.8% - 18-24歳: 9.1% - 25-44歳: 28.1% - 45-64歳: 22.6% - 65歳以上: 15.4% - 年齢の中央値: 37歳 - 性比（女性100人あたり男性の人口） - 総人口: 97.6 - 18歳以上: 94.5 | 世帯と家族（対世帯数） - 18歳未満の子供がいる: 30.7% - 結婚・同居している夫婦: 50.3% - 未婚・離婚・死別女性が世帯主: 14.8% - 非家族世帯: 31.0% - 単身世帯: 27.9% - 65歳以上の老人1人暮らし: 12.3% - 平均構成人数 - 世帯: 2.47人 - 家族: 3.01人 収入と家計 - 収入の中央値 - 世帯: 28,360米ドル - 家族: 34,372米ドル - 性別 - 男性: 26,910米ドル - 女性: 20,424米ドル - 人口1人あたり収入: 14,384米ドル - 貧困線以下 - 対人口: 20.5% - 対家族数: 15.9% - 18歳未満: 30.1% - 65歳以上: 16.7% |

## 都市と町
- ウェイクロス - 郡庁所在地
- ディーンウッド
- メナー
- サニーサイド
- ラスキン
- ディキシーユニオン
- ミルウッド
- ウェアズボロ
- ビックリー

## 教育
郡内にある学校はウェイクロス市のウェア郡高校の他、中学校2校、小学校6校、就学前学校1校がある。

### 高等教育機関
- ウェイクロス・カレッジ、ウェイクロス市
- オキフェノキー工科カレッジ、ウェイクロス市